# Joan Mas i Cantí
Joan Mas i Cantí (Barcelona, 1929) és un economista i empresari català. De família d'empresaris, va estudiar peritatge a l'Escola Industrial de Barcelona. El 1951 va fundar el club "Comodín" amb Carles Ferrer Salat, que el 1959 es transformaria en Cercle d'Economia, juntament amb Carles Güell de Sentmenat i Jaume Vicens i Vives, amb voluntat democràtica i europeista. D'aquesta entitat en fou vicepresident el 1959-1972 i 1979-1984, president 1972-1975, i vocal el 1975-1979 i 1984-1987.
Durant finals dels anys seixanta va col·laborar al Diari de Barcelona i a l'Escola Aula, fundada per Pere Ribera i Ferran. El 17 de novembre de 1974 participà en la fundació de Convergència Democràtica de Catalunya al monestir de Montserrat. També fou un dels fundadors del Centre Català, amb el qual va intentar pactar amb la UCD de cara a les eleccions de 1977 i és membre de la Societat Catalana d'Economia.
Fou secreteai de la directiva del FC Barcelona durant la presidència d'Agustí Montal i Costa.
El 1983 va rebre la Creu de Sant Jordi i la Gran Creu de l'Orde del Mèrit Civil.